# رياضات مصرية (فلم 1912)
رياضات مصرية (بالإنجليزية: Egyptian Sports) هو فيلم وثائقي صامت من إنتاج شركة كالم عام 1912 وتوزيع شركة جينيرال فيلم وإخراج سيدني أولكوت. صوّر الفيلم في الأقصر بمصر.

## روابط خارجية
- مقالات تستعمل روابط فنية بلا صلة مع ويكي بيانات